# The Blues Brothers: Jukebox Adventure
The Blues Brothers: Jukebox Adventure è un videogioco a piattaforme sviluppato e pubblicato dalla Titus Software nel 1993 per Super Nintendo Entertainment System (SNES), Game Boy e MS-DOS, basato sui personaggi dei The Blues Brothers. La versione SNES è intitolata soltanto The Blues Brothers; quella per Game Boy è chiamata Blues Brothers: Jukebox Adventure su schermo.
È un tipico platform a scorrimento, con Jake e Elwood Blues come protagonisti, armati di dischi in vinile da lancio.
Nel caso di Game Boy e MS-DOS è il seguito di The Blues Brothers (1991).
Il gioco successivo sui personaggi è Blues Brothers 2000 (2000).